# Тарлаковский сельсовет
Тарлаковский сельсовет — сельское поселение в Кузнецком районе Пензенской области Российской Федерации.
Административный центр — село Бестянка.

## История
Статус и границы сельского поселения установлены Законом Пензенской области от 2 ноября 2004 года № 690-ЗПО «О границах муниципальных образований Пензенской области».

## Население
| 2002  | 2010  | 2012  | 2013  | 2014  | 2015  | 2016  |
| ----- | ----- | ----- | ----- | ----- | ----- | ----- |
| 2048  | ↘2020 | →2020 | ↘1995 | ↗1999 | ↘1968 | ↘1946 |
| 2017  | 2018  | 2021  |       |       |       |       |
| ↘1935 | ↘1914 | ↘1808 |       |       |       |       |

## Состав сельского поселения
| № | Населённый пункт | Тип населённого пункта       | Население |
| - | ---------------- | ---------------------------- | --------- |
| 1 | Бестянка         | село, административный центр | ↘1266     |
| 2 | Марьевка         | село                         | ↗249      |
| 3 | Первое Тарлаково | село                         | ↘505      |